# Isaac W. Van Schaick

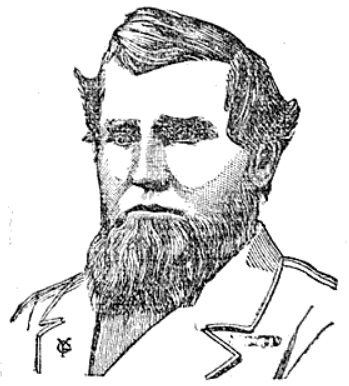
Isaac W. Van Schaick (1899)

Isaac Whitbeck Van Schaick (* 7. Dezember 1817 in Coxackie, Greene County, New York; † 22. August 1901 in Catonsville, Maryland) war ein US-amerikanischer Politiker. Zwischen 1885 und 1887 sowie nochmals von 1889 bis 1891 vertrat er den Bundesstaat Wisconsin im US-Repräsentantenhaus.

## Werdegang
Isaac Van Schaick war ein Onkel von Aaron Van Schaick Cochrane (1858–1943), der zwischen 1897 und 1901 den Staat New York im US-Repräsentantenhaus vertrat. Er besuchte die öffentlichen Schulen seiner Heimat und war danach mit der Herstellung von Klebstoffen beschäftigt. Im Jahr 1857 zog er nach Chicago in Illinois und 1861 nach Wisconsin. In Milwaukee stieg er in das Mühlengeschäft ein. Dort begann er auch als Mitglied der Republikanischen Partei eine politische Laufbahn.
Im Jahr 1871 wurde Van Schaick in den Stadtrat von Milwaukee gewählt; von 1873 bis 1875 war er Abgeordneter in der Wisconsin State Assembly. Zwischen 1877 und 1882 gehörte er dem Senat von Wisconsin an. Bei den Kongresswahlen des Jahres 1884 wurde er im vierten Wahlbezirk seines Staates in das US-Repräsentantenhaus in Washington, D.C. gewählt, wo er am 4. März 1885 die Nachfolge von Peter V. Deuster antrat. Da er im Jahr 1886 auf eine weitere Kandidatur verzichtete, konnte er bis zum 3. März 1887 nur eine Legislaturperiode im Kongress absolvieren. Zwei Jahre später wurde er aber erneut im vierten Distrikt von Wisconsin in den Kongress gewählt. Dort löste er am 4. März 1889 Henry Smith ab, der zwei Jahre zuvor sein Nachfolger geworden war. Bis zum 3. März 1891 absolvierte Isaac Van Schaick eine weitere Amtszeit im Repräsentantenhaus. Im Jahr 1890 trat er nicht erneut an. Stattdessen kandidierte er erfolglos für den Senat von Wisconsin.
Im Jahr 1894 zog Van Schaick nach Catonsville im Staat Maryland. Dort verbrachte er seinen Lebensabend und dort ist er am 22. August 1901 auch verstorben.